# Listă de formații progressive metal

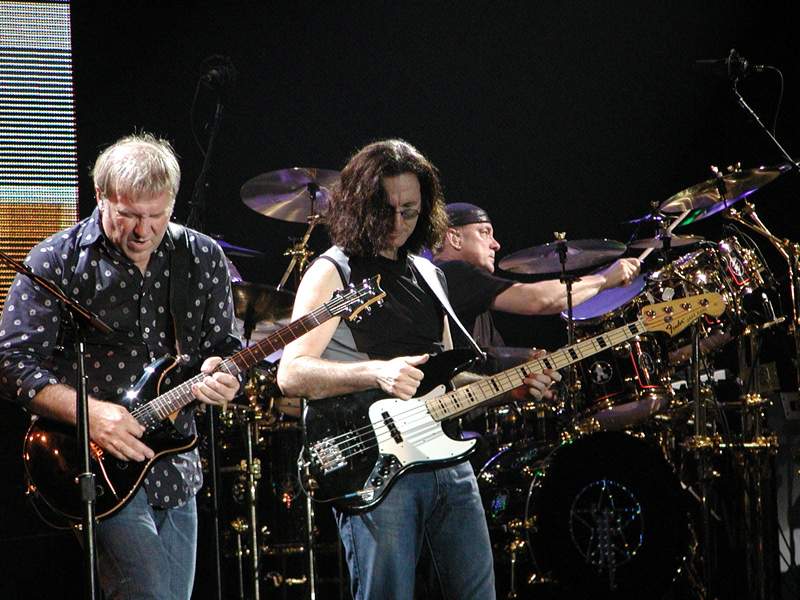
Rush

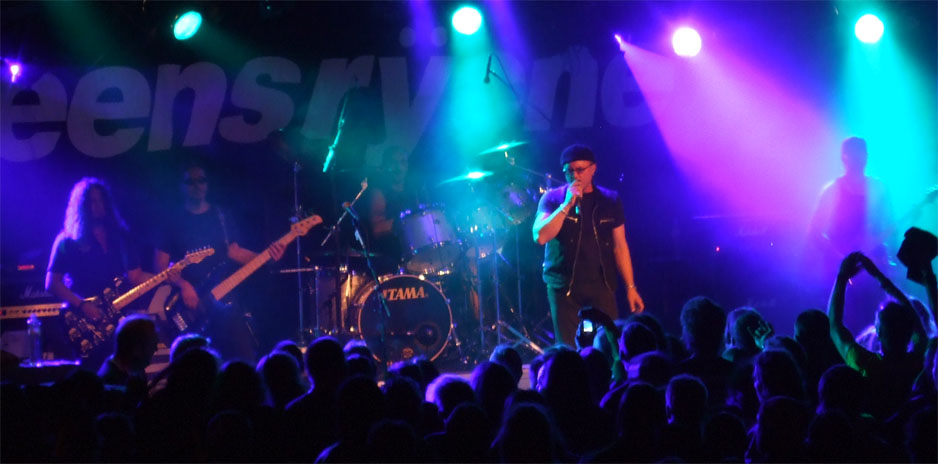
Queensrÿche

Aceasta este o listă de formații progressive metal. Apărut în anii 1980, genul este o fuziune de progressive rock și heavy metal.

## 0-9
- 3[3]
- 10 Years[4]

## A
- Adagio[5]
- Aeon Zen[6]
- After Forever[7]
- Agalloch[8]
- Age of Nemesis[9]
- Aghora[10]
- Akercocke[11]
- Aletheian[12]
- Altera Enigma
- Amaseffer
- Amorphis[13]
- Anacrusis[14][15]
- Angband[16]
- Angel Dust
- Angra[17]
- Ansur
- John Arch
- Arcturus
- Atheist[18]
- August Burns Red[19]
- Ayreon

## B
- Baroness[20][21]
- Becoming the Archetype
- Behold... The Arctopus
- Believer[22]
- Benevolent[23]
- Benea Reach[24]
- Between the Buried and Me[21]
- Beyond Twilight[25]
- Bigelf[26]
- Biomechanical[27]
- Blind Guardian
- Blind Illusion[28]
- Born Of Osiris
- Burst[29]

## C
- Cacophony[30]
- Carbonized[31]
- Circus Maximus
- Communic[32]
- Coheed and Cambria[33]
- Conception[34]
- Coroner[35]
- Cronian[36]
- Crimson Glory
- Cynic[37]

## D
- Dark Suns[38]
- DBC[39]
- Deadsoul Tribe
- Death (later)[40]
- Deathbringer[41]
- The Dillinger Escape Plan[42]
- Dendura[43]
- Deus Invictus[44]
- DGM
- Dial
- Dir En Grey (later)
- Dominici
- Dream Theater[45]
- Dysrhythmia[46]

## E
- Echoes of Eternity[47]
- Eldritch
- Enchant[48]
- Enochian Theory
- Epica[49]
- Evergrey
- Extol[50]
- Enslaved[51]

## F
- Fates Warning[52][53]
- Fearscape[54]
- Frameshift[55][56]

## G
- Galactic Cowboys[57]
- Galneryus
- The Gathering

## H
- Haken[58][59]
- Henceforth[60]
- Hubi Meisel

## I
- Ice Age
- Iced Earth[61]
- Ihsahn
- Iniquity
- Into Eternity
- Iron Maiden[62]
- Isis[63]

## K
- Kalijuge
- Kamelot
- Katagory V
- Kekal
- Khallice
- King's X[64]

## L
- Leprous[65]
- Liquid Tension Experiment [66]

## M
- Mekong Delta
- Madder Mortem
- Manticora[25]
- Mastodon[63]
- Mechanical Poet
- Meshuggah
- Mindflow
- Moonsorrow[67]
- Mudvayne[68][69][70]
- Muse[71]
- Mutiny Within[72][73]

## N
- Narnia[74]
- Necrophagist[75]
- Negură Bunget[76]
- Nerverek[77][78]
- Nevermore[79]
- Nightingale
- Nodes of Ranvier[80]

## O
- Obliveon[39]
- Oficina G3[81]
- Opeth[82]
- Orphaned Land[83][84]
- OSI

## P
- Pagan's Mind
- Pathosray[85][86]
- Periphery[87]
- Planet X[88][89]
- Platypus[90]
- Poverty's No Crime
- Primus[91]
- Prospect[92]
- Protest the Hero[93]
- Psycroptic
- Psychotic Waltz
- Pyramaze

## Q
- Queensrÿche[52][94]

## R
- Rage[95]
- Rhapsody of Fire[96]
- Redemption[97][98]
- Ride the Sky
- Riverside
- Royal Hunt[34]
- Jordan Rudess
- Rush[64][99]
- Rusty Eye[100]

## S
- Savatage[101]
- Scale the Summit
- Sculptured[102]
- Seventh Wonder
- Shadow Gallery[34]
- Shai Hulud
- Derek Sherinian[103]
- Sikth[104]
- Sky Architect[105]
- Sleepytime Gorilla Museum[106]
- Spiral Architect[107]
- Spock's Beard[108]
- Stolen Babies[109]
- Stratovarius[110]
- Stride[111]
- Sun Caged
- Superior
- Suspyre
- Symphony X[112][113][114]
- System of a Down[115][116]

## T
- Theocracy
- Therion[117]
- Threshold
- Tiamat[118]
- Tool[63][119]
- Tourniquet[120]
- Trivial Act
- Trivium[121]
- Týr[122]

## U
- Unexpect
- Uriah Heep[123]

## V
- Vanden Plas
- Vision Divine[124]
- Voivod[125]

## W
- Waltari[126]
- Warmen[127]
- Watchtower[128][129][130][131]
- Without Face[132]

## X
- X Japan[necesită citare]
- Xysma[133]

## Z
- Zero Hour[134]